# 小林アトム
小林 アトム（こばやし アトム、本名：小林 昭博（こばやし あきひろ）、1954年10月20日 - 2011年2月28日）は、兵庫県出身の俳優。町田英子事務所所属。

## 来歴
1976年に上京し俳優活動を始める。1995年から2005年までは劇団四季に在籍。主な舞台は、『ライオン・キング』のプンバァ役など（ディズニーアニメ版のプンバァの吹き替えも担当した）。退団後も、舞台を中心に活動し、ワークショップの運営なども行っていた。
2011年2月28日、肝臓がんのため東京都新宿区の病院で死去。56歳没。

## 後任
小林の降板後、以下の持ち役は畠中洋が引き継いだ。
| 役名           | 概要作品                               | 畠中の初担当                                         |
| -------------- | -------------------------------------- | ---------------------------------------------------- |
| プンバァ       | 『ライオン・キング』                   | 『ライオン・キングのティモンとプンバァ』第7話Bパート |
| ウギー・ブギー | 『ナイトメアー・ビフォア・クリスマス』 | 『キングダム ハーツ』                                |

## 出演作品

### 舞台
- ピーターパン （1981年 - 1987年）
- ミス・サイゴン（1992年・初演） - クラブオーナー 役
- レ・ミゼラブル - 司教 役
- バーレスク1931
- オリバー
- マイ・フェア・レディ
- アニー
- ジプシー
- トゥーレディース　オン　ステージ
- 火の鳥
- 少年隊ミュージカル「PLAYZONE」
- 赤毛のアン - 雑貨屋 役
- ハウ・トゥー・サクシード
- アイ・ラブ・坊っちゃん - 校長先生 役
- Wicked（2006年） - オズの魔法使い 役
- 地下鉄に乗って（2007年） - 岡村 役
- 愛と青春の宝塚（2008年） - 男性アンサンブル
- ミュージカルオペラ「龍馬」（2009年） - 三吉慎蔵 役

#### 劇団四季時代
- ライオン・キング - プンバァ 役
- 美女と野獣 - コグスワース 役
- オペラ座の怪人 - ブケー 役
- ドリーミング - パンの精 役
- エビータ - エビータの兄 役
- アスペクツ・オブ・ラブ
- 雪ん子 - 俵屋蔵右衛門 役

### テレビドラマ
- 家路PART2（1979年、TBS系列）
- 超電子バイオマン（1984年、テレビ朝日系） - カメラマン・柳役
- 愛無情（1988年、フジテレビ系）

### 映画
- 刑事物語5 やまびこの詩 （1987年）

### 吹き替え

#### アニメ
- ライオン・キング（プンバァ）
  - ライオン・キング2 シンバズ・プライド
  - ライオン・キングのティモンとプンバァ（バンプゥ）
- ナイトメアー・ビフォア・クリスマス（ウギー・ブギー）
- トイ・ストーリー（プンバァ）
- プリンセスと魔法のキス（ルイス）
- ワンス・アポン・ア・スタジオ -100年の思い出-（ルイス） ※ライブラリ音声

### テーマパーク
- 東京ディズニーランド
  - ホーンテッドマンション“ホリデーナイトメアー”（ウギー・ブギー）

## 出版
- 声を飛ばせば人生が変わる　―自分らしさを演出する方法（2006年、東洋経済新報社）